# 伊藤久男
伊藤 久男（いとう ひさお、1910年（明治43年）7月7日 - 1983年（昭和58年）4月25日）は日本の歌手。本名は伊藤 四三男（いとう しさお）。福島県安達郡本宮町（現本宮市）出身。

## 経歴

### 生い立ち・親族
本宮町の旧家の出身。本名の四三男は生年の明治43年に由来する。父親は立憲政友会所属で県会議員を務めた伊藤彌（わたる）、兄は福島県議会議員を経て戦後に自由民主党所属の衆議院議員を務める伊藤幟（のぼり）である。
生家は裕福であり、伊藤は当時はまだ珍しかったピアノに没頭し、中学（旧制）の頃にはピアニストを志望するようになる。家族や親族の反対を押し切り単身上京、音楽を生業とすることに反対していた家族へのカモフラージュのため東京農業大学に入学。

### 歌手デビュー
東京では、同郷の新進作曲家・古関裕而と懇意になり、家族には知らせずに農大を退学し、帝国音楽学校に進む。同校では同郷の声楽家・平間文寿に師事する。
その後、農大を退学したことが家族に知られて毎月の仕送りが来なくなり、音楽学校の同級生とともにコロムビア吹き込み所で合いの手や囃子の吹き込みのアルバイトを始める。ピアニスト志望だった伊藤は不本意だったが、これが後に作曲家やディレクターたちの耳に留まることになる。
1932年（昭和7年）、古関裕而の勧めにより、1933年（昭和8年）6月25日付で「伊藤久男」名義でリーガル（コロムビアの廉価レーベル）から「今宵の雨」でデビュー。コロムビアからのデビューは同年9月の「ニセコスキー小唄」で、「宮本一夫」の名前で発売。出身地「本宮」をひっくり返し、本名「四三男」の4から3を引いた「一」と、男を表す「夫」を付けた芸名で、同郷の作詞家・野村俊夫が名付けたという。その間、アルバイトとしてタイヘイレコードにて「内海四郎」名義でレコーディング。その後、コロムビアでは伊藤久男、リーガルでは宮本一夫を使用していたが、1935年（昭和10年）の「別れ来て」の発売を機に芸名を伊藤久男に統一。

### 戦中
抒情性豊かなバリトンで、昭和10年代前半から戦時歌謡（軍歌）のレコーディングが多く、伊藤久男としての初めてのヒットは日中戦争（支那事変）を題材とする1938年（昭和13年）の「湖上の尺八」（2月20日発売）。慰問演奏で藤原義江に抒情的なバリトンを流行歌手として生かすことを奨められる。一時期はオペラ歌手としての進路も検討したが、同年に慰問のため服部良一、赤坂小梅らと中国戦線の日本軍部隊を訪れた際、自分の歌に涙を流す兵隊の姿を目の当たりにし、流行歌手としての途を選択した。
その後、「暁に祈る」「白蘭の歌」「高原の旅愁」「お島千太郎旅唄」と連続してヒットを飛ばし、スター歌手としての地位を確立。作詞家の野村俊夫や作曲家の古関裕而とともに「コロムビア三羽ガラス」と呼ばれた。
1940年（昭和15年）、日劇のアトラクションに出演し、伊藤が歌う「熱砂の誓い」を客席で見た岡本敦郎は、その歌声に感動し、歌手になる決意をしたと述懐している。
歌手活動の一方、多くの映画に俳優として起用され、1939年（昭和14年）の松竹映画「純情二重奏」に流しの芸術家として、本人が主題歌を担当している1940年の「征戦愛馬譜 暁に祈る」には歌う兵隊として、さらに1942年（昭和17年）の大映映画「歌う狸御殿」には村の青年役として、朴訥とした台詞回しでありながらスクリーンでも活躍した。

### 戦後・晩年

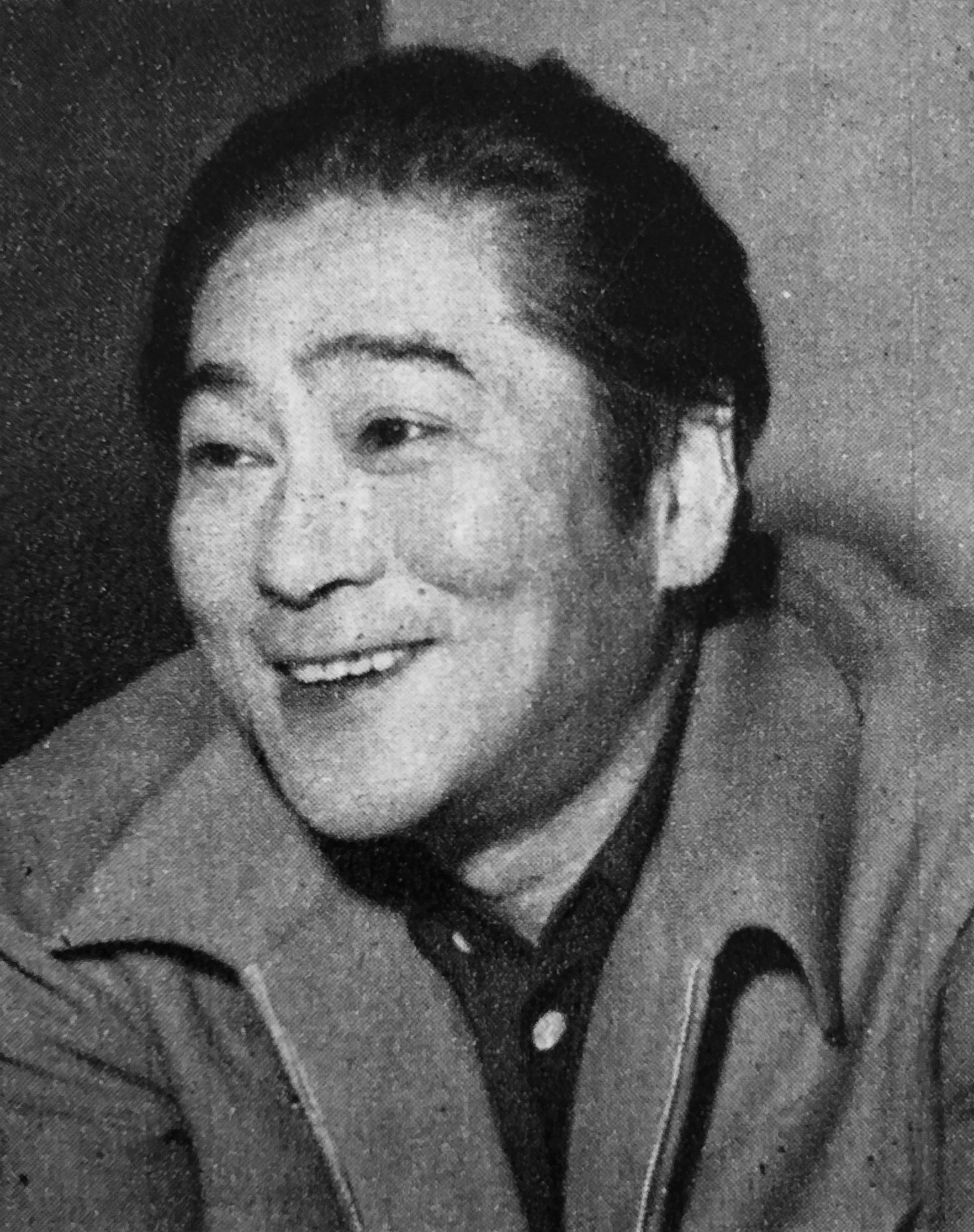
1955年

終戦直後は、戦時歌謡を多く歌った責任感から疎開先に引きこもり酒に溺れ、再起不能とも言われたが、1947年（昭和22年）の松竹映画「地獄の顔」（マキノ雅弘監督）の主題歌「夜更けの街」でカムバック。その後は、「シベリヤ・エレジー」「イヨマンテの夜」「あざみの歌」「山のけむり」「君いとしき人よ」「数寄屋橋エレジー」「ひめゆりの塔」など様々なジャンルでヒットを飛ばした。殊にラジオ歌謡においては詩情豊かな抒情歌が多く、「たそがれの夢」は本人もかなり気に入って、晩年まで愛唱していた。
日本歌手協会の設立に尽力し、後進の指導にも力を惜しまなかった。
NHK紅白歌合戦に計11回出場している（詳細は下記参照）。
1978年（昭和53年）に紫綬褒章受章、1982年（昭和57年）には第24回日本レコード大賞特別賞を受ける。この受賞の際は中野区にある自宅からの中継で顔出し出演。この当時、日本レコード大賞制定委員だった古関裕而から直接、受賞楯を手渡されている。既にその顔貌はやつれ、歩行が困難だったためか、終始立ち上がることは無く、座ったままの表彰だった。結局、伊藤が公の場に姿を見せるのは、これが生涯最後となった。翌1983年4月25日、肺水腫のため西武沼袋医院に於いて死去、享年72。勲四等旭日小綬章受勲。同27日、通夜は沼袋の禅定院で執り行われた。墓所は故郷本宮の石雲寺にある。

## 代表曲
- 1936年「大敦賀行進曲」（作詞：高橋掬太郎、作曲：古関裕而、編曲：奥山貞吉）
- 1937年「露営の歌[4]」（作詞：薮内喜一郎、作曲：古関裕而）共唱：中野忠晴、松平晃、霧島昇、佐々木章
- 1937年「続・露営の歌」（作詞：佐藤惣之助、作曲：古関裕而）共唱：霧島昇、二葉あき子
- 1937年「弾雨を衝いて」（作詞：高橋掬太郎、作曲：古関裕而）
- 1938年「湖上の尺八」（作詞：深草三郎、作曲：明本京静）
- 1938年「愛国行進曲」（作詞：森川幸雄、作曲：瀬戸口藤吉）共唱：霧島昇、松原操、二葉あき子 他
- 1938年「軍国の兄弟」（作詞：高橋掬太郎、作曲：奥山貞吉）共唱：霧島昇
- 1938年「皇軍入場」（作詞：西條八十、作曲：古関裕而）共唱：霧島昇
- 1938年「出征五人男」（作詞：高橋掬太郎、作曲：明本京静）共唱：霧島昇、松平晃 他
- 1939年「白蘭の歌」（作詞：久米正雄、作曲：竹岡信幸）共唱：二葉あき子
- 1939年「父よあなたは強かった」（作詞：福田節、作曲：明本京静）共唱：霧島昇、二葉あき子、松原操
- 1939年「くろがねの力」（作詞：浅井新一、作曲：江口夜詩）共唱：霧島昇、松原操、二葉あき子
- 1940年「お島千太郎旅唄」（作詞：西條八十、作曲：奥山貞吉）共唱：二葉あき子
- 1940年「大政翼賛の歌」（作詞：山岡勝人、作曲：鷹司平通）共唱：霧島昇、二葉あき子 他
- 1940年「航空日本の唄」（作詞：中川秀雄、作曲：佐々木すぐる）共唱：藤山一郎、霧島昇、二葉あき子 他
- 1940年「高原の旅愁」（作詞：関沢潤一郎、作曲：八洲秀章）
- 1940年「暁に祈る」（作詞：野村俊夫、作曲：古関裕而）
- 1940年「熱砂の誓い」（作詞：西條八十、作曲：古賀政男）
- 1941年「宣戦布告」（作詞：野村俊夫、作曲：古関裕而）共唱：霧島昇
- 1941年「海の進軍」（作詞：海老名正男、作曲：古関裕而）共唱：藤山一郎、二葉あき子
- 1941年「三国旗かざして」（作詞：大木惇夫、作曲：山田耕筰）共唱：霧島昇、二葉あき子
- 1941年「山の凱歌」（作詞：西條八十、作曲：古賀政男）共唱：霧島昇
- 1943年「索敵行」（作詞：野村俊夫、作曲：万城目正、編曲：服部逸郎）共唱：霧島昇、楠木繁夫
- 1947年「夜更けの街」（作詞：菊田一夫、作曲：古関裕而）
- 1948年「若き日のエレジー」（作詞：野村俊夫、作曲：古関裕而）
- 1948年「たそがれの夢」（作詞：西沢義久、作曲：田村しげる）
- 1948年「シベリヤ・エレジー」（作詞：野村俊夫、作曲：古賀政男）
- 1949年「栄冠は君に輝く（全国高校野球大会歌）」（作詞：加賀大介、作曲：古関裕而）
- 1949年「イヨマンテの夜」（作詞：菊田一夫、作曲：古関裕而）
- 1950年「ドラゴンズの歌（青雲たかく）」（作詞：小島清、作曲：古関裕而）
- 1951年「恋を呼ぶ歌」（作詞：菊田一夫、作曲：古関裕而）
- 1951年「あざみの歌」（作詞：横井弘、作曲：八洲秀章）
- 1952年「ミナレの哀愁」（作詞：門田ゆたか、作曲：平川英夫）
- 1952年「山のけむり」（作詞：大倉芳郎、作曲：八洲秀章）
- 1952年「オロチョンの火祭り」（作詞：石本美由起、作曲：上原げんと）
- 1953年「ひめゆりの塔」（作詞：西條八十、作曲：古関裕而）
- 1953年「岬の灯り」（作詞：野村俊夫、作曲：古関裕而）
- 1953年「君、いとしき人よ」（作詞：菊田一夫、作曲：古関裕而）
- 1954年「ブラジルの太鼓」（作詞：石本美由起、作曲：上原げんと）
- 1954年「数寄屋橋エレジー」（作詞：菊田一夫、作曲：古関裕而）
- 1954年「チャンドラムの夜」（作詞：菊田一夫、作曲：古関裕而）
- 1954年「花のいのちを」（作詞：菊田一夫、作曲：古関裕而、共唱：奈良光枝）
- 1954年「忘れ得ぬ人」（作詞：菊田一夫、作曲：古関裕而）
- 1954年「福島音頭」（作詞：野村俊夫、作曲：古関裕而、共唱：神楽坂はん子）
- 1954年「百万石音頭」（作詞：丘十四夫、作曲：古関裕而、共唱：永田とよこ）
- 1954年「サロマ湖の歌」（作詞：中山正男、作曲：古関裕而）
- 1955年「サビタの花」（作詞：大倉芳郎、作曲：原六朗）
- 1956年「キャラバンの太鼓」（作詞、作曲：米山正夫）
- 1956年「メコンの舟唄」（作詞：野村俊夫、作曲：古関裕而）[注釈 5]
- 1957年「山一証券株式会社社歌」（作詞：西條八十、作曲：古関裕而）
- 1958年「日本通運株式会社社歌」（作詞：土岐善麿、作曲：渡辺浦人）
- 1960年「民社党歌」(作詞室谷幸吉、補作詞藤浦洸、作曲：古関裕而、共唱松田トシ)

## NHK紅白歌合戦出場歴
| 1952年（昭和27年）/第2回 | 山のけむり         | 暁テル子   |
| 1953年（昭和28年）/第3回 | オロチョンの火祭り | 暁テル子   |
| 1953年（昭和28年）/第4回 | 君いとしき人よ     | 織井茂子   |
| 1954年（昭和29年）/第5回 | 数寄屋橋エレジー   | 淡谷のり子 |
| 1956年（昭和31年）/第7回 | キャラバンの太鼓   | 渡辺はま子 |
| 1957年（昭和32年）/第8回 | 宵待草の唄         | 淡谷のり子 |
| 1958年（昭和33年）/第9回 | イヨマンテの夜     | 渡辺はま子 |
| 1959年（昭和34年）/第10回 | サロマ湖の歌       | 松島詩子   |
| 1960年（昭和35年）/第11回 | 山のけむり         | 松島詩子   |
| 1961年（昭和36年）/第12回 | メコンの船唄       | 松島詩子   |
| 1964年（昭和39年）/第15回 | イヨマンテの夜     | 淡谷のり子 |
| - このうち、第7回・第8回・第9回・第10回はラジオ中継による音声が現存する。 - 第10回は2009年4月29日放送のNHK-FM『今日は一日“戦後歌謡”三昧』の中で、全編の音声が再放送された（音声はモノラル）。 |                    |            |

## 人物

### 性格と嗜好
豪放磊落な人柄で知られ、誰からも「チャーさん」の愛称で慕われた。一方で、異常なまでの潔癖症で、常にアルコールを含ませた脱脂綿を消毒のために持ち歩き、また、閉所恐怖症のためエレベーターには乗らなかったといわれる。
酒をこよなく愛したが、晩年は酒豪が祟り糖尿病のためインスリンの注射に依存。1970年代以降には、時に注射の副作用による低血糖発作で震えながらステージを務めることもあった。

### 家庭
最初の妻は戦前にコロムビアレコード等で活躍した元芸者歌手・赤坂百太郎（大西ふさ子）。4人の子どもを授かったが、伊藤の浮気により、1950年（昭和25年）に離婚した。
その後、元宝塚歌劇団娘役で宝塚歌劇団21期生の桃園ゆみか（本名：伊藤あさの、旧姓：西山）と再婚し、4人の子どもを授かった。
歌手の伊藤三礼子は長女。また、同じく歌手の伊藤さとる（伊藤悟）は次男。NHKの歌番組ステージ101に姉弟で出演していた。

### 古関裕而との関係
上述のように同じ福島県出身の作詞家の野村俊夫や作曲家の古関裕而とともに「コロムビア三羽ガラス」と呼ばれた。
伊藤は古関の作品を特に多くレコーディングしている。「露営の歌」「続露営の歌」「暁に祈る」「海底万里」といった戦時歌謡から、「イヨマンテの夜」「君いとしき人よ」といった歌謡曲、また、現在でも夏の高校野球全国大会で歌われている「栄冠は君に輝く」までもが伊藤の創唱によるものであった。古関裕而のクラシックの格調は、美しいテナーの音色で歌う藤山一郎に代表されるが、古関メロディーのドラマティックな抒情性は伊藤久男のリリックな歌唱によって声価を高めた。
早稲田大学の第一応援歌『紺碧の空』は久男のいとこで当時の応援団リーダー長だった伊藤戊（しげる）が、新進だった古関を推薦して作曲を依頼したものである。

## 顕彰
2012年9月、本宮駅前に胸像モニュメントが設立される。
本宮市の生家では、2020年4月時点で久男の又甥（久男の兄弟の孫）がパン工房を経営している。

## 登場する作品

### テレビドラマ
- エール - NHK「連続テレビ小説」2020年（令和2年）上半期。演：山崎育三郎（少年期：山口太幹） 役名：佐藤久志。主人公：古山裕一（モデル：古関裕而）の幼なじみとして（実際は古関裕而は福島市出身、伊藤久男は本宮市出身）。
  - なお、劇中では野村俊夫・古関裕而・伊藤久男の「コロムビア三羽ガラス」は「福島三羽ガラス」という名で設定されている。